# Eupithecia graeseriata
Eupithecia graeseriata är en fjärilsart som beskrevs av Frey 1882. Eupithecia graeseriata ingår i släktet Eupithecia och familjen mätare. Inga underarter finns listade i Catalogue of Life.